# Reto Gribi
Reto Gribi (5 de febrero de 1991) es un deportista suizo que compite en curling.
Ganó una medalla de oro en el Campeonato Mundial de Curling Mixto Doble de 2014 y una medalla de bronce en el Campeonato Europeo de Curling Masculino de 2016.

## Palmarés internacional
| Campeonato Mundial Mixto Doble | Campeonato Mundial Mixto Doble | Campeonato Mundial Mixto Doble | Campeonato Mundial Mixto Doble |
| Año                            | Lugar                          | Medalla                        | Prueba                         |
| ------------------------------ | ------------------------------ | ------------------------------ | ------------------------------ |
| 2014                           | Dumfries (Reino Unido)         | Medalla de oro                 | Mixto doble                    |
| Campeonato Europeo             |                                |                                |                                |
| Año                            | Lugar                          | Medalla                        | Prueba                         |
| 2016                           | Renfrew (Reino Unido)          | Medalla de bronce              | Equipo                         |